# Alberto Beltrán (artista)
Alberto Beltrán García (México, D.F., 22 de marzo de 1923 - ibídem, 19 de abril de 2002) fue un artista y pintor gráfico mexicano. Se le conoce principalmente por dibujos y caricaturas políticas aunque también hizo algunos murales. Nació en Tepito, un barrio de clase baja. Empezó haciendo caricaturas para publicistas locales cuando era un adolescente.
Estudió en la Escuela Nacional de Artes Plásticas de la Universidad Nacional Autónoma de México (UNAM), ahí uno de sus maestros lo introdujo al Taller de Gráfica Popular donde comenzó su carrera de manera más seria. Trabajó en variadas publicaciones, aunque en su mayoría fueron periódicos también ilustró algunos libros desde finales de 1940 hasta su muerte. Cuando estaba en una etapa más avanzada de su carrera se dedicó a crear murales, especialmente en el estado de Veracruz, por el cual sentía una gran afinidad. Sin importar que haya ganado una cantidad importante de premios por su trabajo no es muy famoso, ni siquiera en México. Gran parte de su trabajo se encuentra en diversas instituciones de México.

## Semblanza biográfica
Alberto Beltrán García nació el 22 de marzo de 1923 en el barrio popular de Tepito en la Ciudad de México; su padres fueron Hesiquio Beltrán Franco y Josefina García.
Viniendo de una familia pobre, no puede ir más allá de la educación primaria y debe empezar a trabajar. En 1939, cuando todavía era un adolescente, entró a la Escuela Libre de Arte y Publicidad para estudiar dibujo, poco después comenzó a dibujar para varias publicadoras locales. En 1943, ingresó a la Escuela Nacional de Artes Plásticas donde aprendió las técnicas básicas de grabado con Carlos Alvarado Lang y pintura al fresco con Alfredo Zalce. Sin embargo la mayor parte de su habilidad fue aprendida de forma autodidacta, siendo de ejemplo la habilidad de grabar en linóleo.
Durante su vida activa siempre fue una persona solitaria, nunca se casó ni tuvo hijos. Era una persona como tímida, simple, prudente, y a quien no le gustaba ser el centro de atención. Tenía un afecto particular por el estado de Veracruz, a tal grado que se consideraba veracruzano de corazón, lo cual lo impulso a trabajar en muchos proyectos artísticos y de otra índole en Xalapa, Veracruz y San Andrés Tuxtla. Como miembro del Taller de Gráfica Popular, creía que los artistas debían de trabajar para el pueblo por encima que ellos. Nunca vendió ninguno de sus grabados ni tampoco cobró por sus libros de ilustración. Vivió de una manera bastante simple y siempre guardaba la mayor parte de lo que ganaba o de lo que recibía gracias a premios.
Hacia el final de su vida vivió en el Club de Periodistas, una casa para periodistas de la tercera edad. Quiso crear una fundación para la educación artística con el dinero que había guardado, pero debido a problemas legales y económicos le fue imposible alcanzar esta meta. Falleció a la edad de setenta y nueve años debido a una hemorragia cerebral que sufrió el 19 de abril de 2002.

## Carrera

Grabado en linóleo hecho por Beltrán de Ricardo Flores Magón.

Beltrán era uno de los artistas gráficos más productivos, versátiles y exitosos. Se desempeñó como ilustrador, caricaturista, diseñador y grabador.  Fue fundador de varios periódicos y revistas de México en el siglo XX, al igual de haber participado en el labor del indigenismo. Su trabajo se suma al trabajo de políticos historiadores, antropólogos, economistas y poetas
Su carrera empezó cuando entró al Taller de Gráfica Popular en 1945. Alfredo Zalce fue quien lo introdujo al programa. Allí él empieza a grabar sobre temas nacionalistas, como la Revolución Mexicana crítica social y la paz; trabajando con artistas como Leopoldo Méndez, Pablo O'Higgins, Adolfo Mexiac, Fanny Rabel, José Chávez Morado, Celia Calderón, Elizabeth Catlett, Andrea Gómez y Mariana Yampolsky. Perteneció a esta organización hasta 1959, de la cual fue presidente en varias ocasiones.
A finales de la década de 1940 comenzó a hacer caricaturas políticas y las ilustraciones para los principales periódicos de la Ciudad de México y del resto del país. Sus trabajos fueron publicados en Excélsior, Novedades de México, Diario de la Tarde y La Prensa.  Viajó a zonas urbanas y comunidades rurales trabajando como reportero. Representó con dibujos las historias que vivió, reflejando lo que percibía. Fue el fundador o el cofundador de varias publicaciones, entre ellas El Popular con Alejandro Carrillo Marcor. En la década de 1970 fue uno de los  fundadores del diario El Día, colaboró con la creación de su complemento cultural llamado El Gallo Ilustrado. En 1976 trabajó con una revista para niños llamada Caminito. Casi al final de su vida también trabaja en un proyecto llamado Agua-Cero publicado por la Cooperativa Pascual.
Su trabajo en el periódico y sus libros se hicieron tan populares que apoyaron a la editorial mexicana que estaba teniendo problemas. Algunos de los libros en que colaboró son: Origen, vida y milagros de su apellido de Gutierre Tibón (1946), Juan Pérez Jolote: biografía de un tzotzil de Ricardo Pozas Arciniega (1948), La ruta de Hernán Cortés de Fernando Benítez (1950), Doña Bárbara de Rómulo Gallegos (1954), Visión de los vencidos de Miguel León-Portilla  (1959), y Las tierras flacas de Agustín Yáñez (1968). Asimismo, realizó las ilustraciones para Todo empezó el domingo de Elena Poniatowska.
Beltrán trabajó en le educación participando en campañas literarias, algunas de ellas de lenguas indígenas. Incursionó en la política promoviendo el nacionalismo e ideales izquierdistas. Colaboró con la Secretaría de Educación Pública (SEP) para producir libros  de texto en español y en otros idiomas. Tenía a cargo el periódico Ahí va el golpe desde 1955 y El Coyote emplumado desde 1960. El mismo año, trabajó con la Revista Magisterio, una revista dedicada a la educación. Fue rector de la Escuela Libre de Arte y Publicidad.
Más tarde hizo pinturas y esculturas.  Una de sus primeras obras fue la parte superior del Instituto de Neumología del Centro Médico Siglo XXI en 1959 en colaboración con Francisco Zúñiga. En 1967 creó el mural de Quetzalcóatl y el hombre hoy hecho en mosaico, conchas de caracol y cerámicas para el exterior del Museo de Antropología de Xalapa, Veracruz. Tiempo después fue trasladado al campus de la Universidad Veracruzana. En 1969 creó un mural hecho de mosaico en la bóveda del Museo de la ciudad de Veracruz. En 1972 hizo un vitral monumental para el Registro Civil de Veracruz. En 1988, pintó un mural de acrílico para la Procuraduría General de Justicia de la Ciudad de México.
Promovió la creación del Centro de Información y Documentación en 1971 con la colaboración de la Dirección General de Arte Popular y la Secretaría de Educación Pública. Institución dedicada al estudio, promoción y protección de diversas subculturas en México. Esta se encarga de producir libros, panfletos, boletines y otros documentos los cuales se encuentran guardados en el Archivo de las Tradiciones y Arte Popular.

## Premios y distinciones
Algunos reconocimientos por su trabajo incluyen el Premio de Carteles de Alfabetización en 1953 (por su trabajo en literatura), el Premio Nacional de Grabado, en 1956, el Primer Premio de Grabado en la Primera Bienal Interamericana de Pintura y Grabado, en 1958; el Premio Nacional de Periodismo en 1976 (por sus caricaturas políticas); tercer lugar en el concurso de Sátira por la paz en la antigua Unión Soviética en 1984, Premio Nacional de Ciencias y Artes en el área de Bellas Artes en 1985.
Fue miembro de la Academia de Artes desde 1966, del Salón de la Plástica Mexicana, del Seminario de Cultura Mexicana desde 1980 y fue nombrado Creador Emérito con el Sistema Nacional de Creadores de Arte en 1993. En 2005, la Dirección General de Culturas Populares e Indígenas publicó un libro sobre él llamado Apuntes, retratos y testimonios de un artista inolvidable: homenaje a Alberto Beltrán.
Independientemente de todos sus premios y reconocimientos es un artista poco conocido, inclusive en México. Uno de sus dibujos, el de Benito Juárez entrando a la Ciudad de México, fue exhibido por décadas en la estación del metro Zócalo como mural, pero erróneamente atribuido como “artista desconocido del siglo XIX”. Beltrán comentó que le hubiera encantado vivir en el siglo XIX en vez del siglo XX en el cual vivió.
En el último año de su vida se realizaron tres exhibiciones en su honor pero la mayor parte de los trabajos eran copias debido a que las originales se habían perdido, y muchas de las originales estaban en muy mal estado. No se sabe con precisión cuantos trabajos creó a lo largo de su vida, ni la ubicación de los que todavía existen, sin embargo, aquellos trabajos encontrados están altamente valorizados. Una gran cantidad de trabajos, probablemente su colección más grande, fue donada por él mismo a la Universidad Nacional Autónoma de México (UNAM), los cuales fueron editados para crear un libro en 2003 llamado Alberto Beltrán, 1923-2002 cronista e ilustrador, la obra incluye ensayos de Vicente Quirarte, Ernesto de la Torre Villar, Silvia González y Elena Poniatowska. Otras colecciones importantes se encuentran en el Taller de Gráfica popular (incluyendo las placas de grabado originales), el Museo de la Caricatura, el Centro de Información y Documentación (en su mayoría dibujos de indígenas y cultura popular) y en la Universidad Obrera de México (en su mayoría trabajos de índole política).

## Estilo artístico
Alberto Beltrán García fue un notable pintor, grabador y un caricaturista político. Su trabajo más notable fue en las artes gráficas. Es considerado el sucesor de José Guadalupe Posada y Leopoldo Méndez. La mayoría de su trabajo es asociado con sus publicaciones. Fue un caricaturista político que hizo gran énfasis en los excesos de poder y vicios de la sociedad. También fue un periodista que reportaba lo que veía sin romantizar las cosas a través de su trabajo gráfico. Es considerado parte de la Escuela Mexicana de Pintura. En su trabajo demostraba expresiones faciales realistas y detalladas que muestran gran parte de la historia. Para ilustrar libros uso tres técnicas principales; madera cortada, grabado de metal y litografía.
Sus exactos portarretratos de la vida indígena se debieron a sus frecuentes viajes a distintas zonas rurales de México. Estos fueron utilizados para ilustrar publicaciones literarias por el Instituto Nacional Indigenista y un libro llamado Relatos, mitos y leyendas de la Chinantla de Roberto Weitlaner. El libro Los mexicanos de Ricardo Cortés Tamayo contiene varias imágenes de Alberto Beltrán ilustrando a la gente común del campo entre 1950 y 1960.
Su trabajo con el Taller de Gráfica Popular se enfocó en el anti-imperialismo estadounidense, nazismo, fascismo y en contra de la dictadura franquista. Apoyó varios movimientos sociales y civiles, especialmente los que relacionados con los ideales de la Revolución mexicana y los trabajadores. Dibujó representaciones de hombres comunes  como lo son vendedores, cocineros, panaderos y policías, entre otros, junto con símbolos como el nopal, el maguey, los huaraches, machetes, sombreros y sarapes.  Durante su colaboración en el Taller creyó que el arte era para las masas, no para su enriquecimiento o fama personal. Firmaba sus trabajos como “beltran”, sin mayúsculas o acentos.

## Legado y Aportaciones
El legado que dejó Alberto Beltrán no tan solo erradica en lo material, que pueden los murales que pintó para las distintas escuelas y universidades de Veracruz. Sus aportaciones más significativas llegan a ser sintácticas, un ejemplo; El haber ayudado a la alfabetización de numerosos pueblos originarios, e incluso haber recibido un premio por esto. 
Su lucha y contribuciones tienen y tuvieron un sentido en las comunidades que ayudo y en las que cohabito. El listado de sus contribuciones más significativas son las siguientes: 
-Apoyo y trabajó en la Ilustración de cartillas de alfabetización en distintas lenguas indígenas , del ahora desaparecido Instituto Nacional Indigenista 
-Director General de Arte Popular en la Secretaría de Educación Pública 
-Miembro Fundador de la Academia de Artes en 1966 
-Director de la Escuela Taller de Artes Plásticas de la Universidad Veracruzana (1965-1967)
-Durante 1996 fundó el periódico "Senda Educativa" , el cual de manera quincenal e independiente publicaba contenido educativo dirigido hacía profesores de distintos niveles educativos.
-Ilustrador de distintas revistas educativas, trabajo que hizo a instituciones como la Secretaría de Educación Pública , Dirección General de Educación Popular o la Escuela Normal Veracruzana.